# Schloss Tandern

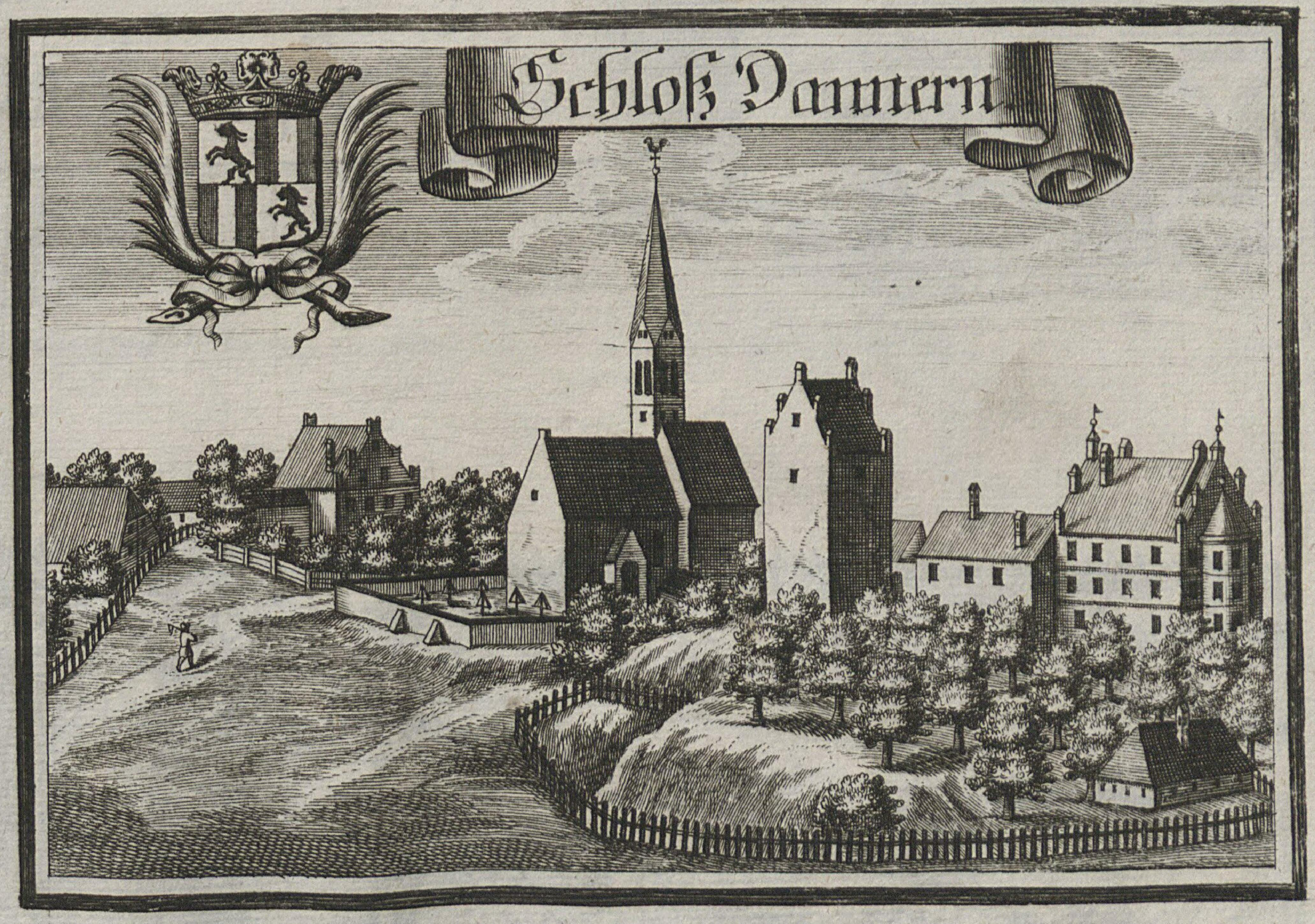
Schloss Tandern nach einem Stich von Michael Wening (um 1701)

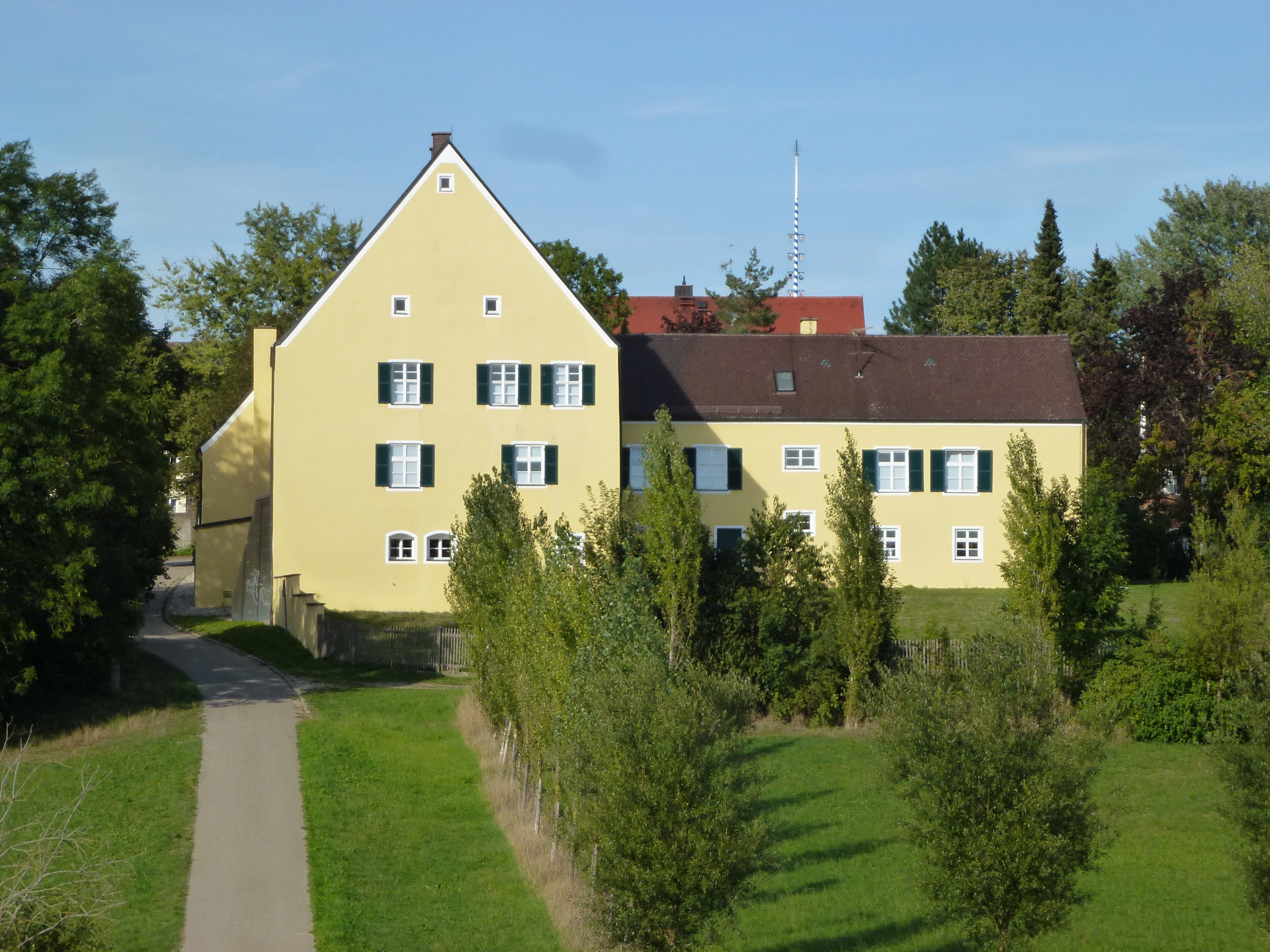
Schloss Tandern

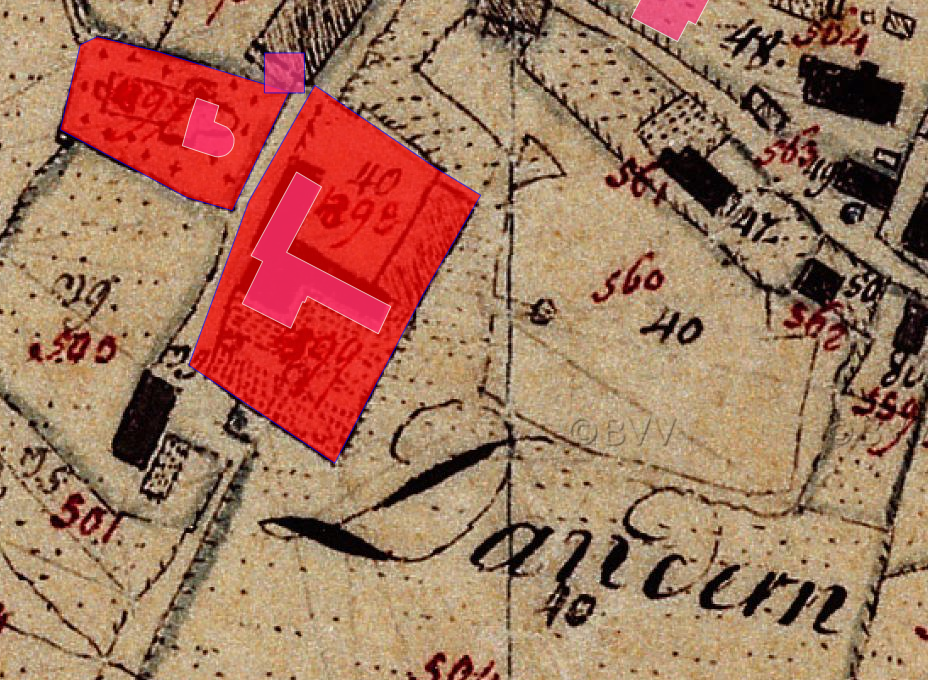
Lageplan von Schloss Tandern auf dem Urkataster von Bayern

Schloss Tandern ist ein früheres Hofmarkschloss in Tandern in der Gemeinde Hilgertshausen-Tandern im oberbayerischen Landkreis Dachau. Das Schloss liegt unmittelbar östlich der Pfarrkirche St. Peter und Paul in Tandern. Es ist heute in Privatbesitz und für Besucher nicht zugänglich.

## Geschichte
Der Ort Tandern wird im Jahr 843 als tannara erstmals urkundlich erwähnt. Die Familie Lung war Inhaberin der Hofmark mit Metzenried und Kemnat von 1486 bis 1640. Das Schloss wurde im Dreißigjährigen Krieg 1648 zerstört und anschließend wieder aufgebaut. Der Ort war danach bis 1793 Sitz einer geschlossenen Hofmark der Freiherren von Mandl, erster Besitzer aus dieser Familie war Johann von Mandl. Das damalige Schloss wurde 1701 auch von Michael Wening in seiner „Historico Topographica Descriptio“ Ober- und Niederbayerns dargestellt. 1799 erfolgte der Einsturz des Bergfrieds, der auf der Darstellung Wenings  noch zu sehen ist. 
Besitz- und Herrschaftsnachfolger der Mandl waren die Edlen von Lippert. Ihr Besitz umfasste Schloss und Hofmark Tandern mit 57 Anwesen, Wäldern und Weihern, dazu die Orte Metzenried, Kemnat, Thalhof und Appertshausen bei Aindling. 1848 wurde die Patrimonialgerichtsbarkeit aufgehoben, die Bauern erlangten ihre Freiheit und die Wälder wurden abgelöst. Pfarrer Anton Mayr erwarb 1907 den Schlosskomplex und übereignete ihn dem katholischen Fürsorgeverein, der von 1910 bis 1970 ein Mädchen-Fürsorgeheim betrieb. Dann war es ein Heim für Mutter und Kind. Das zweiflügelige frühere Hofmarkschloss ist heute in Privatbesitz und für Besucher nicht zugänglich.

## Baubeschreibung
Das Baudenkmal wird vom Bayerischen Landesamt für Denkmalpflege folgendermaßen beschrieben:
Ehemaliges Schloss, zwei- bzw. dreigeschossige Zweiflügelanlage mit Satteldächern, im Kern 16. bis 18. Jahrhundert, erneuert
Die Anlage ist unter der Aktennummer D-1-74-147-18 als denkmalgeschütztes Baudenkmal von Tandern verzeichnet. Ebenso wird sie als Bodendenkmal unter der Aktennummer D-1-7533-0068 im Bayernatlas als „Untertägige mittelalterliche und frühneuzeitliche Befunde im Bereich von Schloss Tandern und seinen Vorgängerbauten“ geführt.